# Moderado (política)
Un político moderado es una persona en la categoría central del espectro político de izquierda a derecha. También puede designar un rechazo de opiniones radicales o extremas, especialmente con respecto a la política y la religión.

## Historia
Aristóteles favoreció la política conciliadora dominada por el centro en lugar de los extremos de gran riqueza y pobreza o los intereses especiales de los oligarcas y los tiranos.

## Posición política
En los últimos años, el término "moderados políticos" ha ganado popularidad como palabra de moda. La existencia del ideal moderado se discute debido a la falta de una ideología política moderada. Los votantes que se describen a sí mismos como centristas a menudo significan que son moderados en sus puntos de vista políticos, y no defienden ni la política de extrema izquierda ni la política de extrema derecha

### Estados Unidos
Las encuestas de Gallup mostraron que los votantes estadounidenses se identificaron como moderados entre el 35 y el 38% de las veces en los últimos 20 años. Los votantes pueden identificarse con moderación por varias razones: pragmáticas, ideológicas o de otro tipo. Incluso se ha sugerido que los individuos voten por partidos centristas por razones puramente estadísticas.

## Posición religiosa
En religión, la posición moderada es centrada y opuesta al liberalismo o conservadurismo.
Para el cristianismo, el cristianismo moderado en el evangelicalismo se opondrían a las ideas del derecho cristiano y el fundamentalismo cristiano, contra el matrimonio entre personas del mismo sexo pero se opondrían a la discriminación basada en la orientación sexual, así como los cristianos liberales se oponen a la idea de la izquierda cristiana. Para el Islam, los moderados se oponen a las opiniones extremas del extremismo islámico y el fundamentalismo islámico.